# Église de l'Assomption-de-la-Vierge de Rosenwiller
L'église de l'Assomption-de-la-Vierge est un monument historique situé à Rosenwiller, dans la circonscription administrative du Bas-Rhin et, depuis le 1er janvier 2021, dans le territoire de la Collectivité européenne d'Alsace, en région Grand Est.
Cette commune se trouve dans la région historique et culturelle d'Alsace.

## Localisation
Ce bâtiment est situé place de l'Église à Rosenwiller.

## Historique
Les peintures murales ont fait l'objet d'un classement au titre des monuments historiques par arrêté du 6 décembre 1898.
Le chœur gothique (avec ses sept ouvertures) qui date du XIVe siècle, le clocher et le portail occidental ont fait l'objet d'une inscription sur l'inventaire supplémentaire des monuments historiques par arrêté du 27 juin 1983.
La Fondation du patrimoine a soutenu les opérations de restauration dont les travaux ont été inaugurés en avril 2023.
L’église de de l'Assomption-de-la-Vierge de Rosenwiller a toujours été un lieu de pèlerinage à la Vierge. Jusqu’au XVIIe siècle, la confrérie des ménétriers y tenait ses réunions annuelles.

## Architecture et mobilier
De l’église paroissiale, édifice composite, de la construction primitive de fin XIIe siècle - début XIIIe siècle, il ne subsiste que les murs du clocher. Au XIVe siècle a été rajouté le chœur gothique.
Peintures murales :
On peut observer de belles peintures murales,,.
Verrières :
Des verrières de qualité,,,,,,.
Orgue :
Orgue de Marc Garnier, 1998,.
Mobilier :
- Ensemble de 3 Cloches[16],[17].
- Autel, tabernacle, retable, tableau (maître-autel, autel tombeau, retable architecturé à niche) : l'Assomption de la Vierge[18].

Pierre d'autel.
Armoire eucharistique.
- 2 retables des autels secondaires de sainte Catherine et de saint Sébastien[21].
- Haut-relief : plat de saint Jean-Baptiste[22].
- Statue (petite nature) : saint Sébastien[23].
- Statue (petite nature) : sainte Catherine d'Alexandrie[24].
- 4 statuettes : les évangélistes[25].
- Vierge à l'Enfant[26].
- Calvaire[27].
- Porte en bois[28].

## Galerie d'images

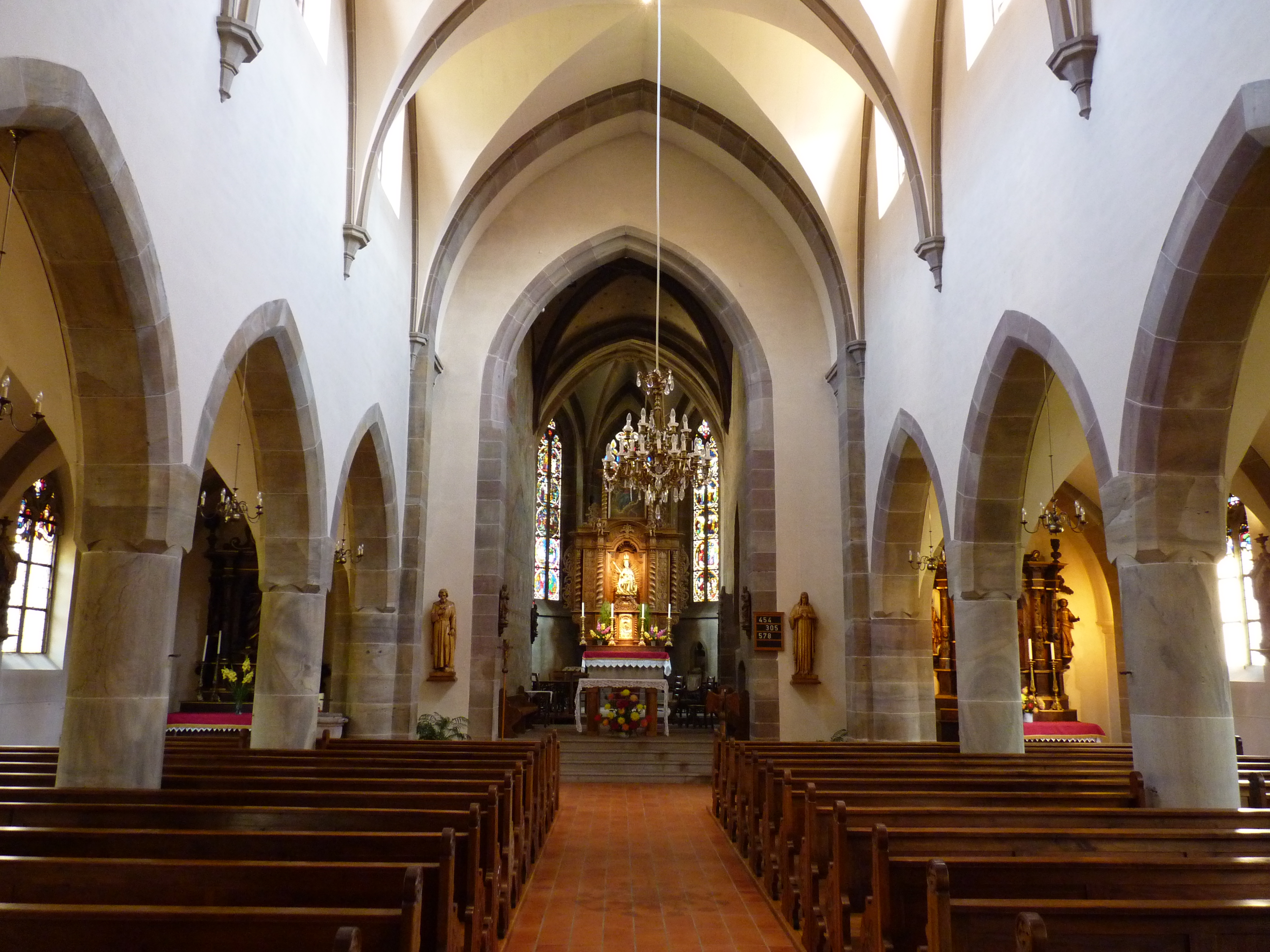
Intérieur de l'église
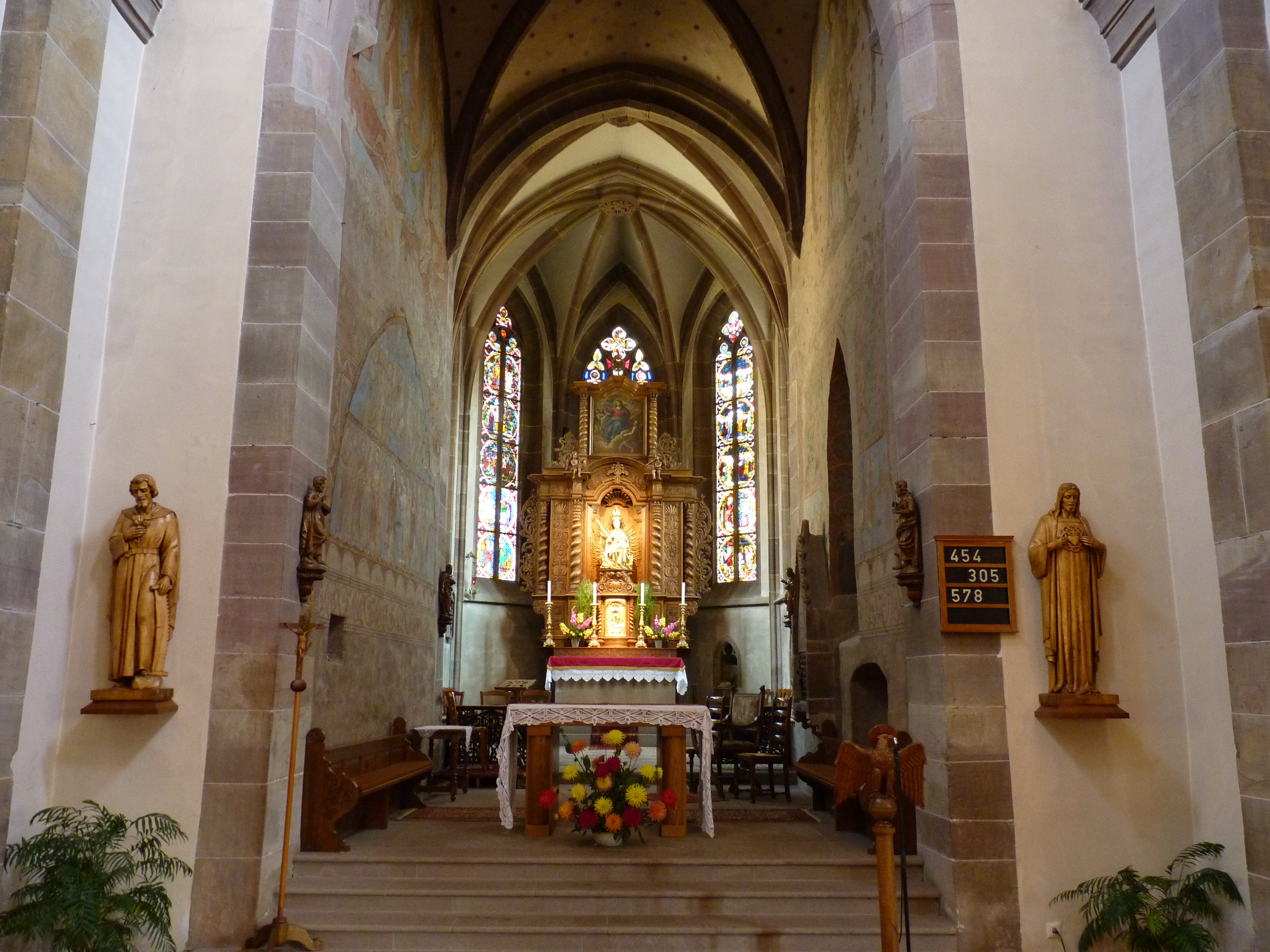
Le chœur de l'église (XIVe siècle)
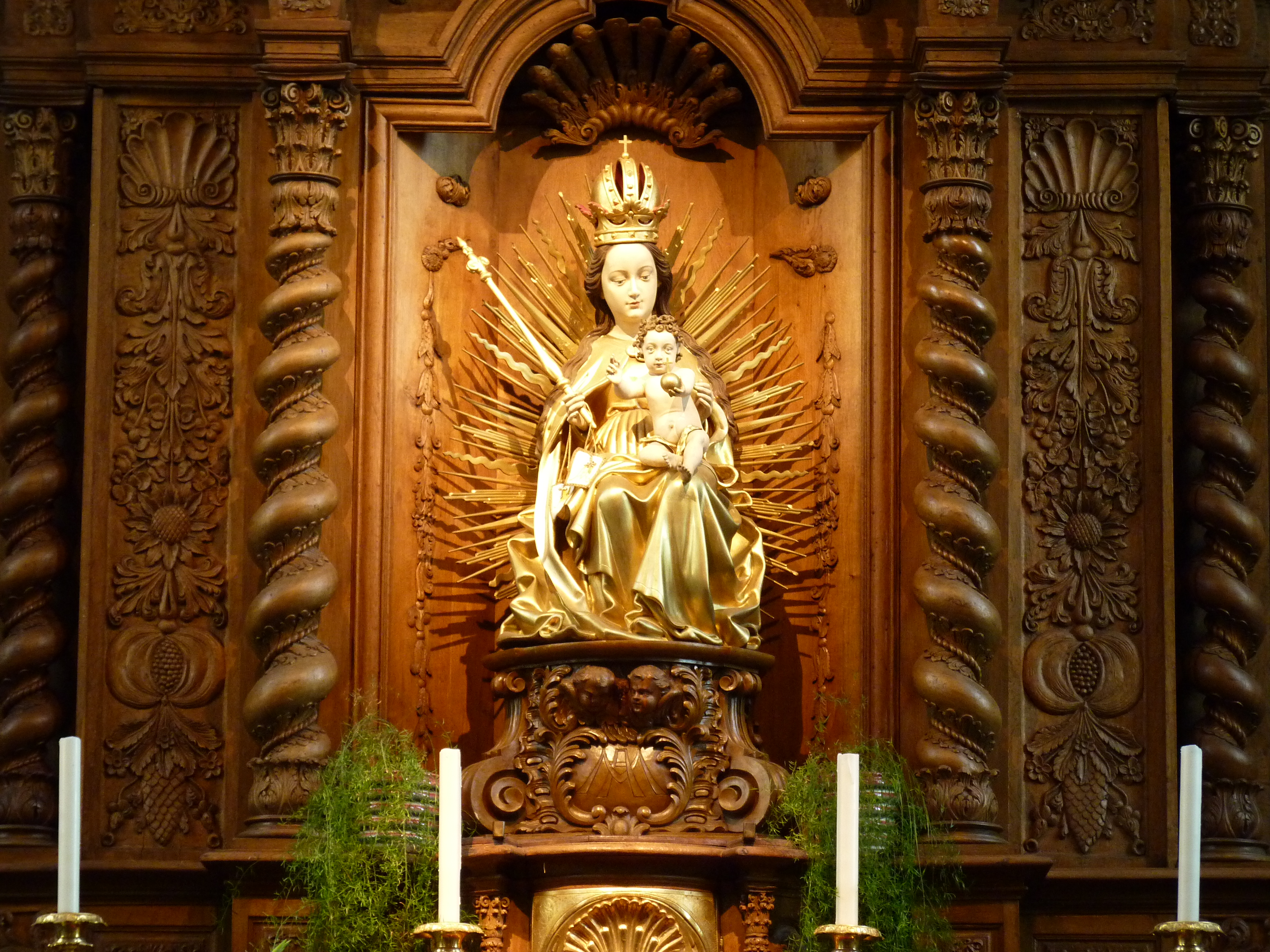
Statue de la Vierge d'origine rhénane (XVe siècle) dans le chœur de l'église
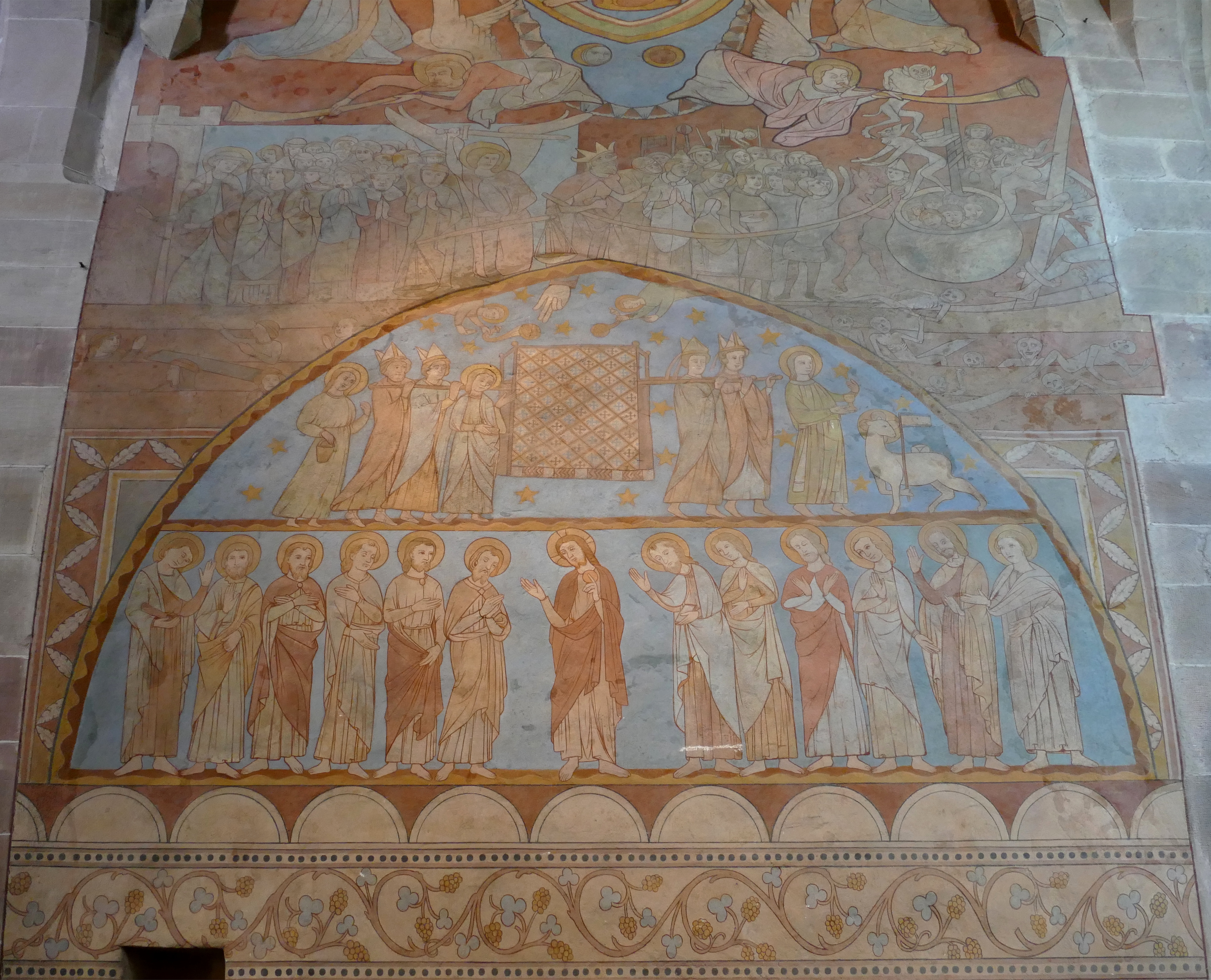
Fresques murales du XIVe-XVe
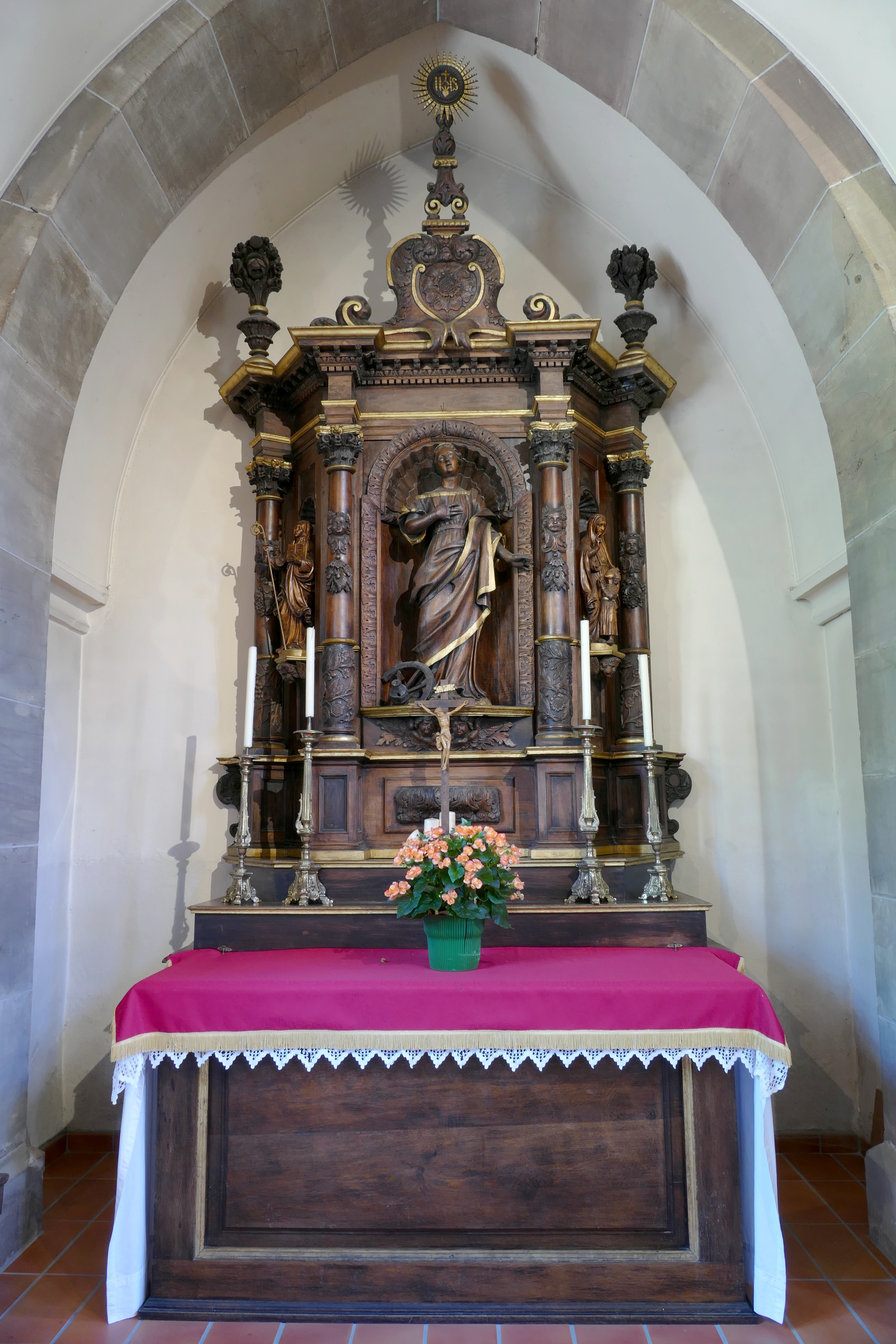
Autel secondaire "Sainte-Catherine d'Alexandrie" (XVIIe)
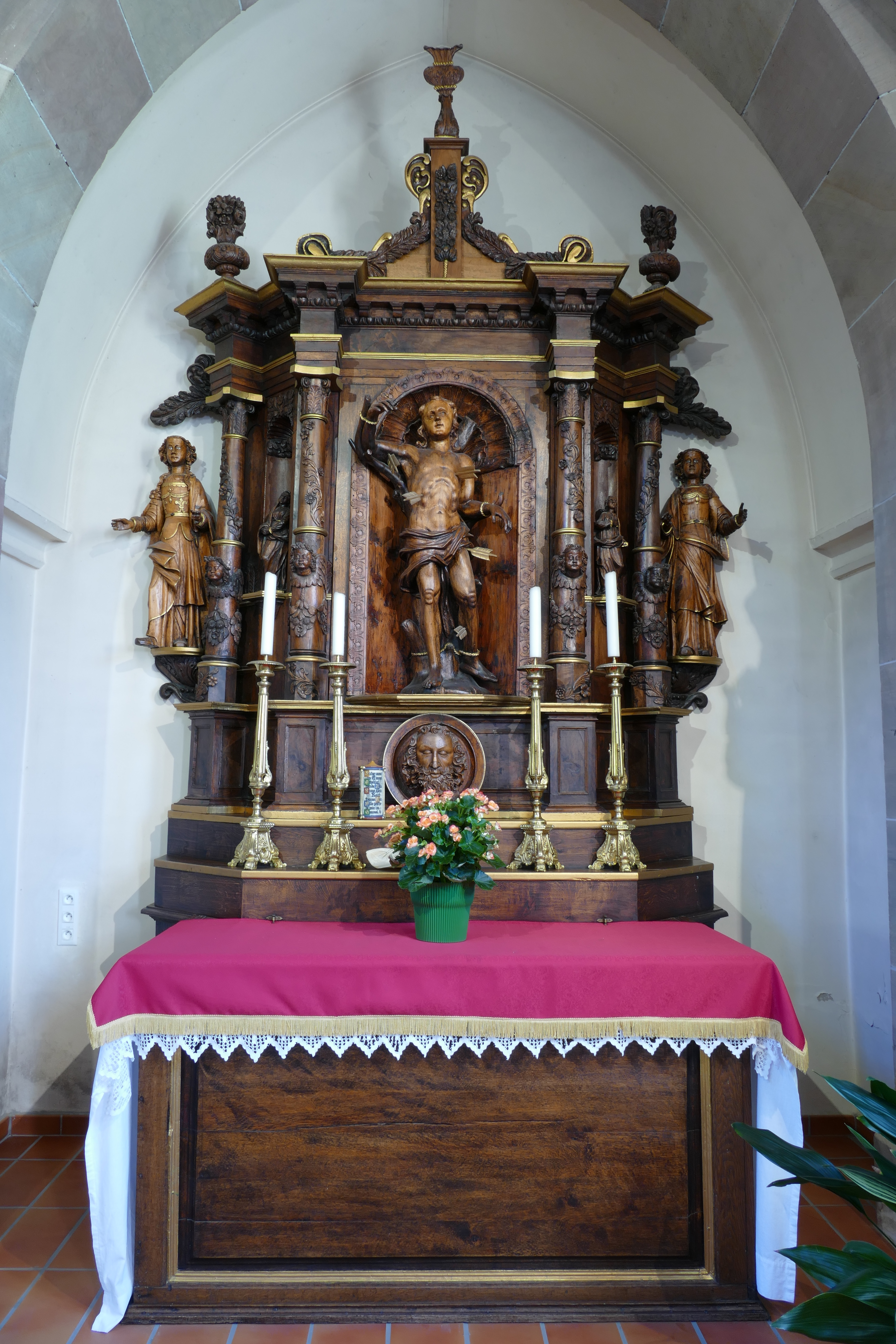
Autel secondaire "Saint-Sébastien" (XVIIe)
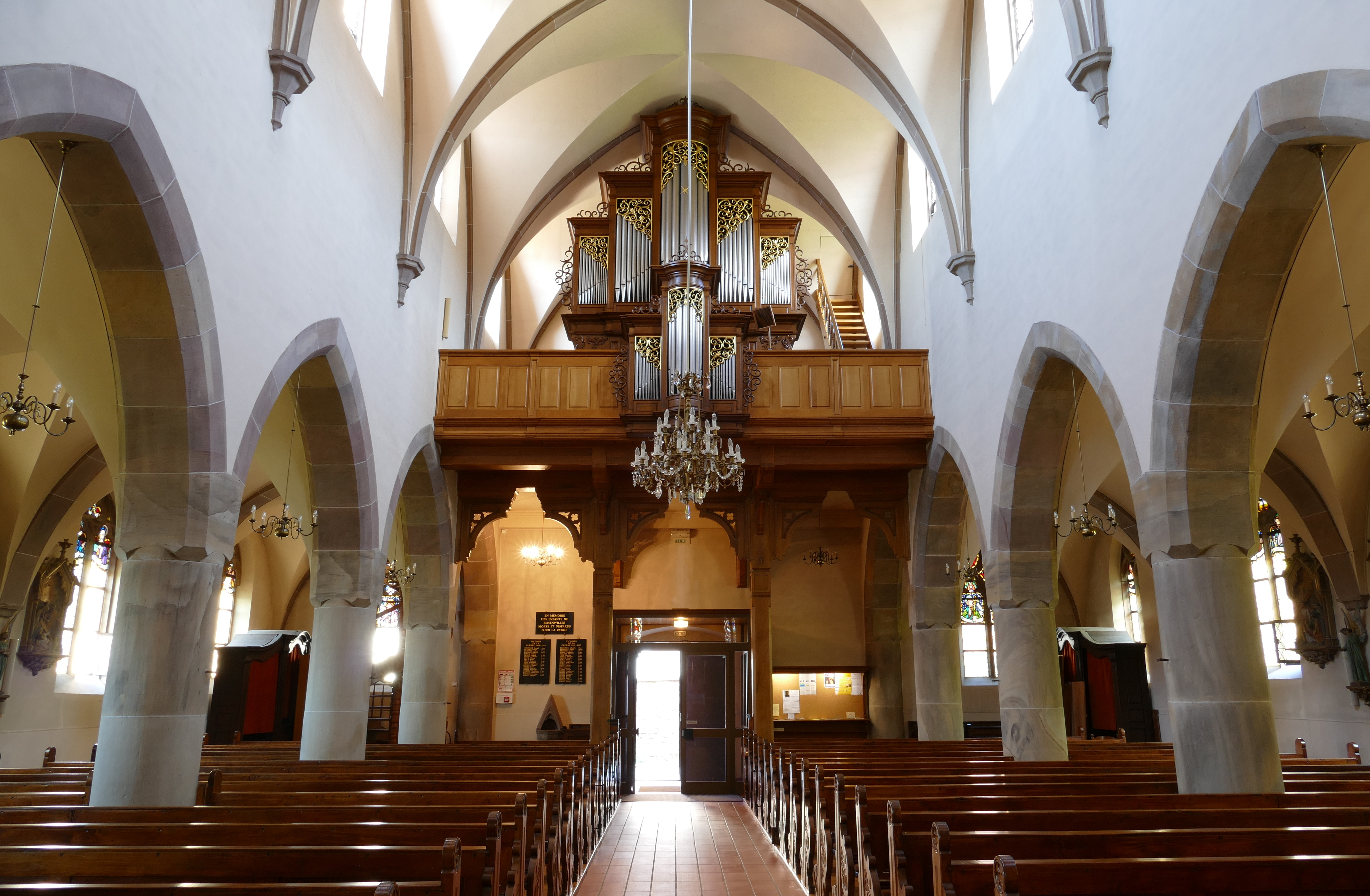
Vue intérieure de la nef vers la tribune de l'orgue Garnier (1998)